# Har Brakha
Har Brakha (hebräisch הר ברכה) ist eine völkerrechtswidrige israelische Siedlung auf dem südlichen Hang des Berges Gerizim auf einer Höhe von 870 Meter über dem Meeresspiegel in den westjordanischen samarischen Bergen, in der Nähe der palästinensischen Stadt Nablus. Har Brakha ist nach einem der beiden Berge benannt, die im Deuteronomium erwähnt werden, auf denen die Hälfte der zwölf Stämme Israels aufstiegen, um Segenssprüche auszusprechen, und teilt den Bergkamm des Gerizim mit Kiryat Luza, dem Hauptdorf der Samaritaner. Es ist als Gemeinschaftssiedlung organisiert und fällt unter die Gerichtsbarkeit des Regionalverwaltungsbezirk Schomron. Das Land auf dem die Siedlung steht, wurde durch den Staat Israel den naheliegenden Palästinensischen Dörfern Burin, Kafr Qallil und Iraq Burin genommen.
Der Rabbi von Har Bracha und die Har Bracha Jeschiwa ist Rabbi Eliezer Melamed, Autor der Buchreihe Peninei Halakha.
Har Brakha wurde zuerst als pioneer Nahal Militäraußenposten eingerichtet und zu Wohnzwecken am Jom Haatzmaut 1983 demilitarisiert. Die rasche Ausdehnung des Dorfes wird der 1991 erbauten Jeschiwa Har Bracha sowie ihres Rosch Jeschiwa zugeschrieben. Während die überwältigende Mehrheit der Studenten (etwa 150 pro Jahr) nicht ursprünglich aus Siedlungen stammt, kehren viele Absolventen der Jeschiwa zurück, um in der Siedlung zu leben.
Evangelikale Christen aus den Vereinigten Staaten haben sich der Gemeinde mit Unterstützung von Rabbi Melamed angeschlossen, und ihre Anwesenheit hat bei Einwohnern für Kontroversen gesorgt.

## Stadtteile

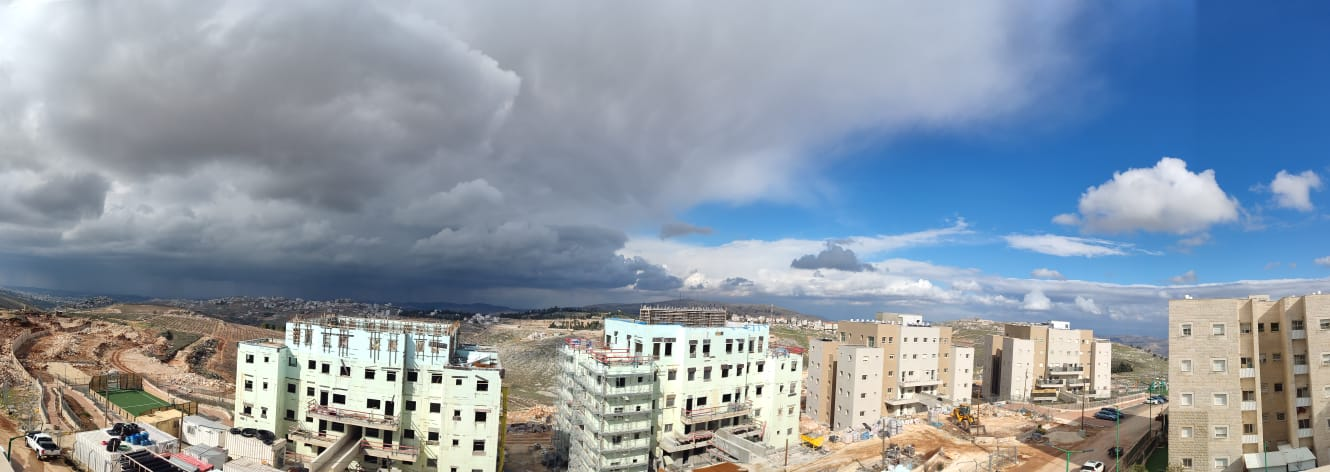
Der Blick von der Nachbarschaft der Gebäude auf Har Brakha

Nach dem Bau von mehreren hundert Privathäusern in Har Brakha beschlossen die Mitglieder der Siedlung, mit dem Bau von vierstöckigen, fünfstöckigen und sechsstöckigen Gebäuden zu beginnen.
Diese Entscheidung wurde getroffen, um die Preise für Wohnungen zu senken und jungen Paaren die Möglichkeit zu geben, Häuser im Dorf zu kaufen. Im Zuge des Baus wurden auch eine Jungenschule und ein Mädchenschule sowie elf Kindergärten in Har Brakha errichtet.